# جنگ سرد عرب
جنگ سرد عرب (عربی: الحرب العربية الباردة) به مجموعه‌ای از کشمش‌ها در جهان عرب گفته می‌شود که بین جمهوری‌های جدید تحت رهبری جمال عبدالناصر از مصر با ایدهٔ ملی‌گرایی عربی، سوسیالیسم عربی و پان‌عربیسم از یک طرف و پادشاهی‌های سنت‌گرا به رهبری ملک فیصل شاه عربستان سعودی جریان داشت. دورهٔ این جنگ سرد پس از انقلاب مصر در سال ۱۹۵۲ و ظهور قدرت عبدالناصر آغاز شد و تا سال ۱۹۷۰، زمانی که او درگذشت ادامه یافت، هرچند برخی معتقدند تا زمان فروپاشی بلوک شوروی ادامه پیدا کرد. علیرغم این‌که جنگ سرد عرب هم‌زمان با جنگ سرد جهانی و تحت تأثیر آن بود اما جنگ سرد اعراب نبردی بین رژیم‌های مارکسیست لنینیست و رژیم‌های سرمایه‌داری نبود. دو طرف این جنگ، کشورهای ناسیونالیست عرب بودند، رژیم‌های عربی با جهت‌گیری شبه‌سوسیالیستی در مقابل رژیم‌های پادشاهی سنتی، با اقتصاد شبهفئودالی یا سرمایه‌داری. رهبری دول ناسیونالیست عربی در این دوره مصر بود، که با همراهی و در رقابت با سوریه (که به جای مصر از جمهوری متحدهٔ عربی از ۱۹۵۸ تا ۱۹۶۱ استفاده می‌شد) عمل می‌کردند. رهبری دول محافظه‌کار را عربستان سعودی با اردن (و در ابتدا عراق) در دست داشتند. اگرچه دول عربی در این دوره غیرمتحد بودند ولی در عمل جمهوری‌های ناسیونالیست (به‌استثناء لبنان)، (گرچه در داخل کشور خود احزاب کمونیستی را بی‌رحمانه سرکوب می‌کردند) اما متحد اتحاد شوروی بودند، درحالی‌که دول محافظه‌کار از کمک‌های نظامی ایالات متحده برخوردار بودند. اصطلاح جنگ سرد عرب توسط دانشمندان سیاسی آمریکایی و محقق مسائل خاورمیانه مالکوم اچ کر در کتابش در سال ۱۹۶۵ و در سایر انتشارات بعدی‌اش عنوان شد.

## زمینه
طی دوران تاریخ دول عربی تغییرات وسیعی رخ داد. در سال ۱۹۵۶ در بحران سوئز تنها دولت‌های مصر، سوریه، لبنان، تونس و سودان در میان سایر دول عربی جمهوری بودند‍؛ و همگی به درجاتی ادعای ملی‌گرایی عربی (گرچه در حرف) را داشتند. اردن و عراق دارای رژیم پادشاهی هاشمی بودند؛ مراکش، لیبی، عربستان سعودی و یمن شمالی همگی دول مستقل بودند. الجزایر، یمن جنوبی، عمان و شیخ‌نشین‌ها هنوز تحت سلطهٔ استعماری قرار داشتند. در ۱۹۶۰ عراق، تونس و یمن شمالی تحت سلطهٔ حکومت‌های جمهوری یا شورشیان عرب بودند درحالی‌که لبنان درگیر یک جنگ داخلی بین متحدان آمریکا و جناح ناسیونالیست در داخل دولت بود. کشمکش‌ها از یک زمان به زمان دیگر تغییر می‌کرد و موقعیت آن‌ها هم برحسب منشأ آن‌ها تغییر می‌کرد. منابع اردنی، برای مثال شروع جنگ سرد عربی را آوریل ۱۹۵۷، قید کرده‌اند درحالی‌که منابع فلسطینی فاصلهٔ بین ۱۹۶۲ تا ۱۹۶۷ را مهم‌ترین دوره و پر دامنه‌ترین دوره می‌دانند.

## تاریخچه
در سال ۱۹۵۲ جنبش افسران آزاد در مصر برآن شد تا به فئودالیسم و نفوذ انگلستان در این کشور پایان داده شود. در ۱۹۵۳ این افسران به رهبری عبدالناصر سلطنت مصر را سرنگون و جمهوری مصر را اعلام کردند. در ۲۶ ژوئیهٔ ۱۹۵۶ ناصر کانال سوئز را ملی اعلام کرد. فرانسه، انگلستان و اسرائیل در پی این اقدام مصر کانال سوئز را اشغال کردند که در نهایت مجبور به عقب‌نشینی شدند. این واقعه با عنوان بحران سوئز شناخته می‌شود و به پرستیژ عبدالناصر اضافه شد و رهبر بلامنازع ناسیونالیسم عربی گردید.
در ژوئیهٔ ۱۹۵۸ پادشاهی هاشمی در عراق سرنگون شد و به‌جای آن جمهوری عربی ناسیونالیستی حاکم شد. در ۱۹۶۹ یک پادشاهی دیگر در لیبی به وسیلهٔ جنبش افسران آزاد لیبی به رهبری قذافی ساقط شد. در ۱۹۶۹ یک توطئه از طرفداران ناصر علیه عربستان کشف شد که عده‌ای از افسران و کادر نظامی این کشور در آن دست داشتند. ناصر برای کمک به شورشیان علیه پادشاه یمن شمالی یک واحد ارتشی بدان کشور گسیل داشت که نتیجه‌ای نداشت و طبق قراردادی که بین مصر و عربستان امضا شد مصر ۲۰۰۰۰ نیروی خود را از یمن خارج کرد. اتحاد مصر و سوریه به‌هم خورد و در جریان جنگ شش‌روزه مصر متحمل تلفات سنگین از جانب اسرائیل شد و شبه‌جزیرهٔ سینا را از دست داد. همهٔ این‌ها به تضعیف و کاهش وجههٔ ناصر کمک کرد.

## احیای اسلام
جمعیت عربستان سعودی گرچه در مقابل کشورهای دیگر عربی کم است اما دارای ثروت سرشار نفت است و نیز دو شهر مقدس مسلمین مکه و مدینه در آن کشور قرار دارد که همین‌ها موجب پرستیژ و اهمیت این کشور عربی شده‌است. استفاده از اسلام در مقابل ناسیونالیسم عربی یک وزنهٔ تعادل به نفع عربستان شد و به همین منظور، یک کنفرانس اسلامی در ۱۹۶۲ در مکه برگزار کرد؛ و هدف آن را گسترش و همبستگی‌های اسلامی اعلام کرد. بعد از مرگ ناصر جانشین او انور سادات در مصر روی مذهب بیشتر تأکید می‌کرد تا ناسیونالیسم عربی و سوسیالیسم. جمعیت اخوان‌المسلمین که قبلاً توسط دولت این کشور سرکوب می‌شدند، در این زمان با انتشار مجلهٔ ماهانه به فعالیت علنی پرداختند و زندانیان آن‌ها هم آزاد شدند. اما کنترل دانشگاه‌ها به‌دست اسلام‌گرایان افتاد. جنبش چپ و طرفداران ناسیونالیسم عربی در دانشگاه‌ها به فعالیت‌های زیرزمینی سوق داده شدند. در اواخر دههٔ ۱۹۷۰ انور سادات خود را یک معتقد به اسلام خواند و فروش مشروبات الکلی را ممنوع اعلام کرد؛ و دستور داد هنگام نمازهای پنجگانه برنامه‌های تلویزیونی قطع و اذان پخش گردد.